# Remolino

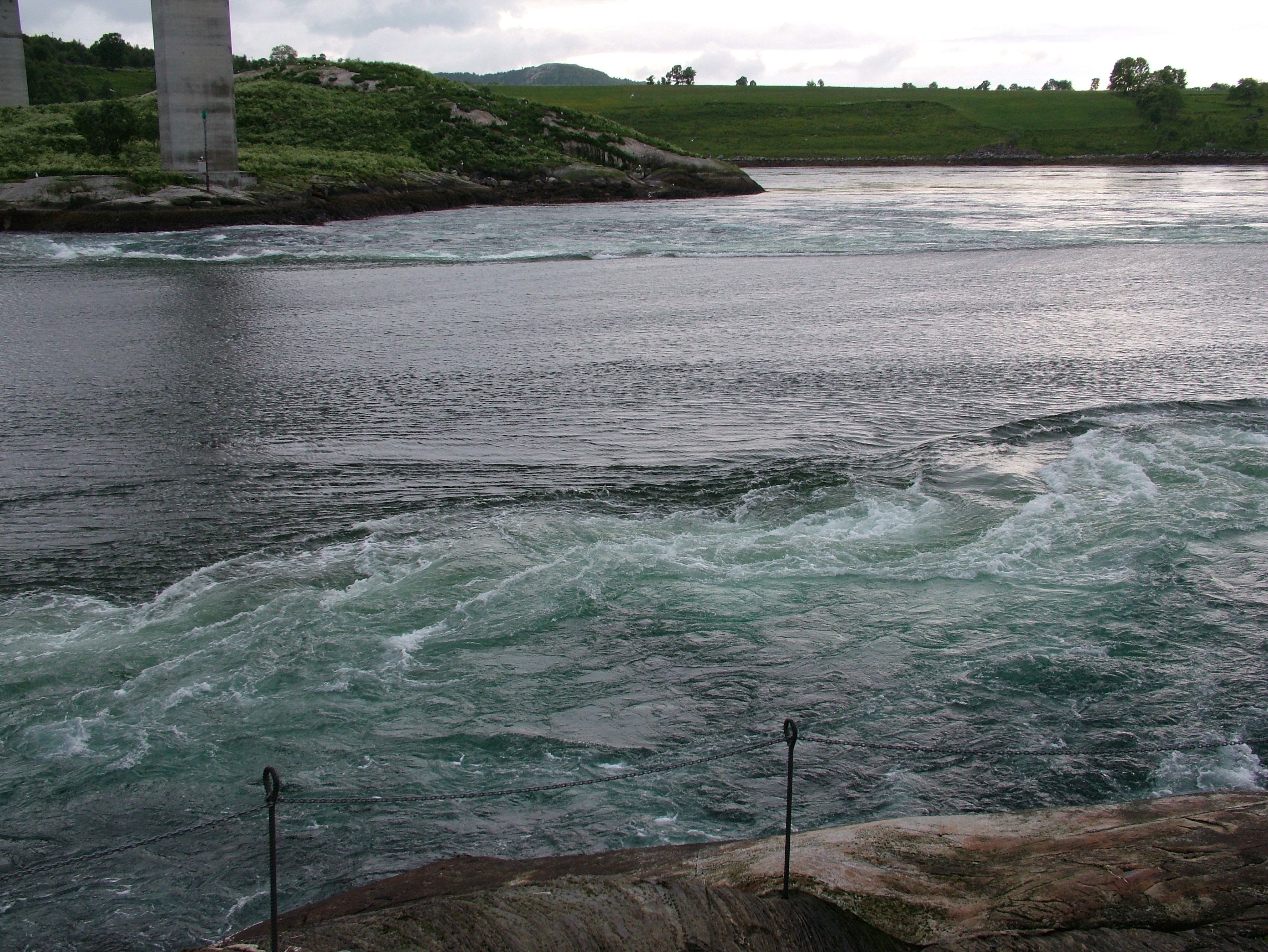
Remolino de Saltstraumen

Un remolino o vorágine es un gran volumen de agua giratorio producido por mareas oceánicas. En la imaginación popular, y tan solo rara vez en la realidad, pueden tener el peligroso efecto de destruir embarcaciones. 
Los remolinos marinos son cuerpos de agua que giran rápidamente sobre sí mismos. 
Normalmente giran alrededor de una depresión central y, a veces, alrededor de una cavidad vertiginosa que arrastra los objetos del entorno hacia el centro, lo cual hace que esta cavidad aumente su tamaño cada vez más. Los remolinos marinos se deben a la reunión de corrientes y mareas opuestas, esto pasa cuando las corrientes oceánicas golpean rocas alejadas de la costa u otras estructuras costeras o simplemente a la fuerza del viento actuando sobre el agua. Estas también se forman por las irregularidades en los fondos de cuencas y cauces que suelen provocar remolinos en ríos y lagos.
La intensidad de los remolinos es cambiante, por ejemplo en el mar abierto son gigantes pero sin succión, como el del Mar de los Sargazos en el océano Atlántico, pero antiguamente permanecían retenidos en el centro o eran lanzados por los vientos giratorios hacia las costas rocosas.
Por otra parte, los remolinos con gran movimiento del vórtice pueden ser muy violentos y son capaces de hundir barcos en sus rápidas cavidades giratorias.
Entre los remolinos notables están el Caribdis en el estrecho de Mesina, entre la Italia continental y la isla de Sicilia, también esta el Maelstrom en las islas Lofoten, cerca de Noruega, y Whirlpool Rápidos bajo las cataratas del Niágara.
Los remolinos más notables que se han registrado a través del mundo son:
- Caribdis
- Moskstraumen
- Saltstraumen
- Corryvreckan